# طوفان آدرنرژیک
طوفان آدرنرژیک (adrenergic storm) عبارت  است از افزایش ناگهانی و شدید سطح کاتکول‌آمین‌های آدرنالین و نورادرنالین (به‌ترتیب معروف به اپی‌نفرین و نوراپی‌نفرین) در سرم خون، همراه با افزایش کمتر انتقال دوپامین. این عارضه به‌دلیل ایجاد تاکی‌کاردی شدید و فشار خون بالا به‌ویژه برای کسانی که سابقهٔ بیماری قلبی دارند می‌تواند وخیم باشد. در صورتی که فوری تحت درمان قرار گیرد بهبودی حاصل می‌شود. درمان معمولاً شامل تجویز مقادیر زیادی دیازپام یا سایر بنزودیازپین‌ها به‌همراه بتابلاکرها است. در بیمارانی که منع مصرف بتابلاکر دارند از سایر داروهای ضد فشارخون همچون کلونیدین می‌توان استفاده کرد. این عارضه معمولاً بر اثر مصرف بیش از حد محرک‌ها به ویژه کوکایین ایجاد می‌شود اما به‌علت عادات غذایی نامناسب هم‌زمان با مصرف مهارکننده‌های مونوآمین اکسیداز نیز رخ می‌دهد. خونریزی مغزی نیز می‌تواند منجر به طوفان آرنرژیک شود. همچنین سوفان کاتکول‌آمینی بخشی از سیر طبیعی بیماری هاری است و باعث احساس بی‌قراری و وحشت شدید و نیز dysautonomia در مرحلهٔ پیش از کما می‌باشد.

## نشانه‌ها
علائم آن مشابه موارد مصرف بیش از حد آمفتامین، کوکایین یا قهوه است، تحریک شدید و بیش از حد دستگاه عصبی مرکزی موجب حرکات هایپرکینتیک و وضعیت غیرقابل پیش‌بینی ذهنی می‌شود. بیمار ممکن است به آسانی خشمگین شده یا به عکس، تمایل به خودکشی نشان دهد. اما واکنش معمول مانیا است.
علائم فیزیکی جدی‌تر بوده و شامل ضربان نامنظم و حتا حملهٔ قلبی یا سکتهٔ مغزی ناگهانی در کسانی که ریسک بیماری عروق دارند می‌شود. تنفس سریع و کوتاه بوده و ضربان و فشار خون به‌طور خطرناکی بالا می‌رود.

## علل
چندین علت برای توفان آدرنرژیک شناسایی شده‌است. در ایالات متحده مصرف بیش از حد کوکایین شایع‌ترین علت است. هر داروی محرکی که بیش از اندازه مصرف شود بالقوه می‌تواند موجب این عارضه شود، اما در حالات خیلی نادر داروهای غیر سایکوتروپیک نیز ممکن است چنین واکنشی را موجب گردند.
مهارکننده‌های مونوآمین اکسیداز (MAOIها) دسته‌ای از داروها هستند که مانع آنزیم مونوآمین اکسیداز (MAO) می‌شوند. این آنزیم مسئول فروشکستن ترکیبات بسیاری است. اصولاً هر مولکولی از دستهٔ آمینه‌های اولیه ممکن است توسط مونوآمین اکسیداز اکسیده شود. یکی از ترکیبات مهمی که آنزیم MAO بر روی آن اثر می‌کند، تیرامین است. MAOIها به دو شکل آنزیم را مهار می‌کنند: یا به شکل بازگشت‌پذیر که MAO تا زمان پاک شدن دارو از سیستم مهار می‌شود، یا به شکل بازگشت ناپذیر که در آن آنزیم به‌طور دائم به ترکیب بند می‌شود و توسط آن غیر فعال و عملاً نابود می‌شود. نوع اخیر MAOIها خطرناک‌تر است زیرا حدود دو هفته طول می‌کشد تا بدن آنزیم‌های MAO خود را بازسازی کرده و به سطح عملیاتی برساند. همچنین دو زیرگونه از MAO وجود دارد: MAO-A و MAO-B. این دسته‌بندی از آن جهت در توفان آدرنرژیک مهم است که بین این این دو گونه تفاوت‌های مهمی هست، از جمله بیان متفاوت در بدن و نیز گسترهٔ ترکیباتی که بر آن اثر می‌کنند. در جهاز هاضمه تنها زیرگونهٔ A حضور دارد؛ لذا تنها MAOIهایی که زیرگونهٔ A را محدود می‌کنند موجب حملهٔ فشارخون می‌شوند چرا که این تنها زیرگونه‌ای است که تیرامین مصرفی را متابولیزه کرده و بنابرین تنها زیرگونه‌ای است که وقتی مهار شود می‌تواند موجب افزایش سطح تیرامین شود.
هارمین (مادهٔ موجود در اسپند و تنباکو) و موکلوبماید دو نمونه از مهارکننده‌های بازگشت پذیرند. اولی یک توهم‌زای خفیف است که از سوی مصرف کنندگان مواد مخدر برای افزایش اثر DMT استفاده می‌شود و معمولاً توسط MAO در معده به کل فرو شکسته می‌شود. دومی یک ضدافسردگی و ضداضطراب است که با مهار کردن بازگشت‌پذیر MAO-A و MAO-B عمل می‌کند. تأثیر آن بر MAO-A بیشتر (مهار ۸۰٪) و بر MAO-B کمتر (مهار ۳۰٪) است.
با توجه به این موارد، اهمیت MAOIها در توفان آدرنرژیک آن است که این آنزیم‌ها یا موادی را در غذا فرومی‌شکنند که مادهٔ اولیهٔ داروهای محرک خواهد شد، یا خود ترکیبات محرکند. پنیر کهنه، آبجو، شراب قرمز، برخی قارچ‌ها، محصولات تخمیر شده همچون ترشی‌ها و بسیاری از دیگر غذاهای به ظاهر بی‌ضرر می‌توانند موجب حملهٔ فشارخون شوند. متهم اصلی تیرامین است که از یکی از مواد اولیهٔ دوپامین یعنی اسید آمینهٔ تیروزین مشتق می‌شود. در عین حال مواد دیگری نیز در غذا می‌توانند سبب بروز یا تغییر این عوارض گردند. اما همیشه حاصل افزایش فشار خون خواهد بود لذا بیمارانی که MAOIها را مصرف می‌کنند باید مراقب تغذیهٔ خود باشند.
خونریزی مغزی یک وضعیت بسیار وخیم است که در آن یک غشای عصبی سوراخ شده و مغز در معرض آسیب قرار می‌گیرد. شروع آن ناگهانی است و با "بدترین سردرد عمر" توصیف شده و پس از آن نشانه‌های خطرناک متعددی ظاهر می‌شود. یکی از آن‌ها توفان ادرنرژنیک است. ظاهراً با افزایش فشار داخل جمجمه‌ای، مغز فشرده شده و این فشار باعث بیرون ریختن کاتکول‌آمین‌ها از محفظه‌هایشان و پخش شدنشان در سیناپس‌ها و فضای بین سلولی می‌شود.
توجیه دیگری که ارائه شده آن است که این افزایش فشار درون جمجمه از سوی بافت اصلی مغز به عروق خونی مغز منتقل می‌شود و موجب کاهش جریان خون در مغز می‌گردد. در نتیجه سیتم عصبی سمپاتیک نوراپی‌نفرین و اپی‌نفرین بیشتری تراوش می‌کند و فشار خون و ضربان قلب را تا حد خطرناکی بالا می‌برد تا جریان خونرسانی به مغز را بازیابد.
در حالات نادری یک فئوکروموسیتوما (تومور بافت مرکزی غدد فوق کلیوی که جلوی کلیه قرار دارند) ممکن است موجب توفان آدرنرژیک شود. این گونهٔ تومور چندان شایع نیست و زیرگونه‌ای از آن که می‌تواند موجب ترشح وسیع آدرنالین شود باز هم نادرتر است. مبتلایان به فئوکروموسیتوما ممکن است ناگهان به اوج خشم رسیده یا به حضیض ترس و لرز فرو روند. این حالت احتمالاً برای خود و اطرافیانشان خطرناک است زیرا توانایی قضاوتشان را معیوب می‌نماید. حواسشان حساس‌تر شده و آستانهٔ دردشان پایین می‌آید. سطح آدرنالین در جریان خونشان بیش از حدی است که اغلب مردم تجربه کرده‌اند و در موارد نادری می‌تواند منجر به مرگ بر اثر اوردوز داخلی ادرنالین گردد. اما به‌طور کلی توفان آدرنرژیک از عوارض نامعمول فئوکروموسیتوما است.

## تشخیص افتراقی
از آنجا که توفان آدرنرژیک با حالات مشابهی همچون حملهٔ فشارخون، مسمومیت یا مصرف بیش از حد محرک‌ها یا حتا حملهٔ وحشت همپوشانی دارد، و از آنجا که درمان این حالات عمدتاً مشابه هم است، رسیدن به تشخیص افتراقی و معین پیش از آغاز درمان لزومی ندارد. با این حال تحلیل سابقهٔ پزشکی بیمار و بررسی علل احتمالی توفان آدرنرژیک، همچون مواردی که در بالا گفته شد باید انجام شود زیرا برخی از توفان‌های آدرنرژیک می‌تواند ناشی از مشکلات زمینه‌ای حاد باشد.
سندرم سروتونین که در آن سروتونین بیش از حد در سیناپس‌ها موجب حملهٔ فشارخون و گیجی ذهنی مشابه می‌شود، ممکن است با توفان ادرژنیک اشتباه گرفته شود. تفاوت آن است که سروتونین که یک تریپتامین (غیر کاتکول‌آمینی) است که در عملکردهای عالی‌تر مغز نقش دارد، می‌تواند با تحت تأثیر قرار دادن دستگاه عصبی سمپاتیک موجب افزایش خطرناک فشار خون و ضربان قلب شود، اما چون گیرنده سروتونین در قلب و عروق خونی وجود ندارد بنابرین تأثیر مستقیمی بر روی قلب وجود نخواهد داشت؛ لذا وجود بی‌نظمی ضربان، اکوکاردیوگرام غیرطبیعی یا درد قفسهٔ سینه نشانگر توفان آدرنرژیک بوده و سندروم سروتونین را حذف می‌کند.

## درمان
چنانچه بیمار مشکوک به مصرف بیش از حد از طریق خوراکی بود، باید تحت شست‌وشوی معده و زغال فعال یا هر دو قرار گیرد. با اینکه تفاوت انجام یا عدم انجام این عمل در مورد گفته شده تفاوت مرگ و زندگی است، اما در غیر موارد اوردوز باید از آن اجتناب شود زیرا ممکن است وضع بیمار را بدتر کند.
درمان اولیه شامل دیازپام و یک بتابلاکر غیرانتخابی است. از دیگر داروهای ضدفشارخون نیز می‌توان استفاده کرد. همهٔ بنزودیازپین‌ها و بتابلاکرها برای استفاده در یک توفان آدرنرژیک مناسب نیستند. به عنوان مثال آلپرازولام و پروپرانولول. آلپرازولام گیرنده‌های دوپامین را خیلی کم درگیر می‌کند و موجب ترشح کاتکول‌آمین می‌شود درعین حال پروپرانولول نیز موجب ترشح اندکی کاتکول‌آمین می‌شود.
پس از پایین آوردن ضربان قلب و فشار خون، درمان حمایتی آغاز می‌شود. چنانچه یک مشکل زمینه‌ای عامل توفان آدرنرژیک بوده باشد باید مورد توجه قرار گیرد. با این حال علت ریشه‌ای بیشتر توفان‌های آدرنرژیک ناشناخته است.